# Hermann Densch

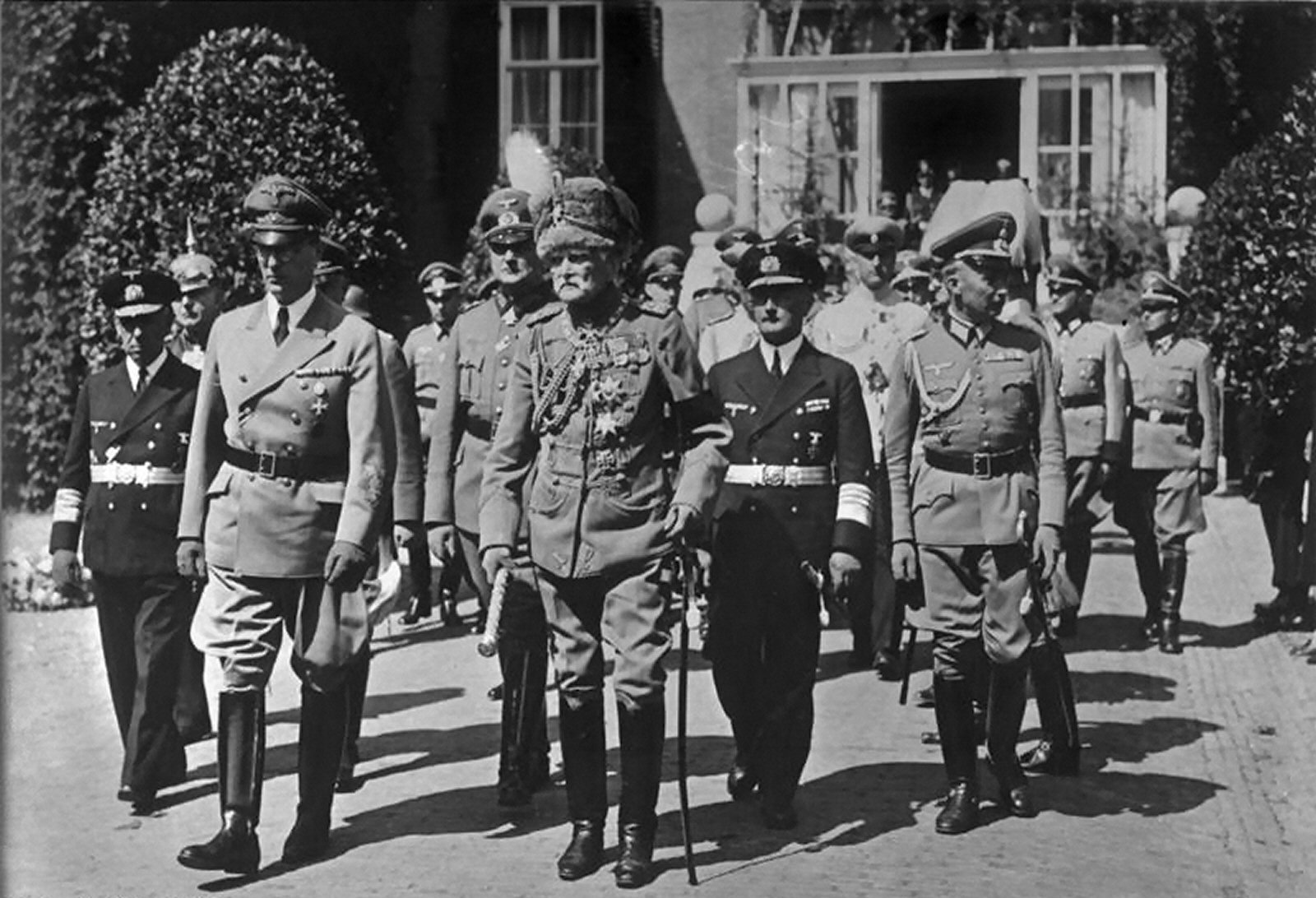
El almirante Hermann Densch a la izquierda, detrás del Generalfeldmarschall August von Mackensen, a la salida del funeral por el Kaiser Guillermo II en junio de 1941.

Hermann Densch (15 de junio de 1887, Königsberg-24 de agosto de 1963, Garmisch-Partenkirchen) era un marino alemán que fue almirante en la Segunda Guerra Mundial.

## Vida

### Primeros años
Densch ingresó el 1 de abril de 1905 como guardiamarina en la Marina Imperial alemana. Tras la formación inicial, estudió desde abril de 1906 en la Academia Naval Mürwik de Flensburgo-Mürwik, donde fue ascendido el 7 de abril del mismo año a alférez de fragata. Además de los cursos de formación como oficial, hasta septiembre de 1910 recibió la formación práctica marinera en los navíos de línea SMS Kaiser Barbarossa y SMS Hessen. Entretanto, el 28 de septiembre de 1908 ascendió a Leutnant zur See, empleo inferior al de alférez de navío. A mediados de septiembre de 1910 fue destinado a la 1.ª División de Torpedos en Kiel, donde siendo oficial de compañía, el 5 de septiembre de 1911 ascendió a alférez de navío, continuando hasta octubre de 1913 en la misma Flotilla, en la que además era oficial de guardia en el torpedero G 136. A partir del 11 de octubre de 1913 y hasta el estallido de la Primera Guerra Mundial fue oficial jurídico en su División.

### Primera Guerra Mundial
Con la movilización, Densch fue destinado por un corto plazo de tiempo a la Flotilla Portuaria de Helgoland, donde al mismo tiempo fue comandante del torpedero D 7. Ya en agosto de 1914 fue destinado al mando de la 15.ª Semiflotilla de Torpederos, donde permaneció hasta marzo de 1917, con el empleo de teniente de navío desde abril de 1916, al mando del torpedero V 181. El 27 de marzo de 1917 fue nombrado jefe de la 1.ª Semiflotilla de Torpederos, que mandó hasta fines de octubre de 1918. Por los servicios prestados durante la guerra se concedió a Densch la Cruz de Caballero de la Real Orden de Hohenzollern con Espadas, la Cruz de Hierro de 2.ª y 1.ª Clase, la Cruz Hanseática de las ciudades de Hamburgo y Lübeck, así como la Cruz de Federico-Augusto de 1.ª Clase. Desde noviembre de 1918, Densch quedó a disposición de la Inspección de Torpedos. Desde septiembre de 1920, fue jefe de la 1.ª Semiflotilla de dragaminas del Báltico.

### Reichsmarine

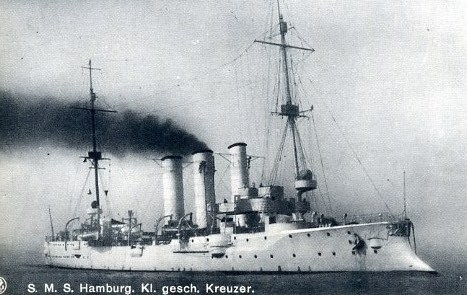
El Hamburg, en el que Densch sirvió entre 1925 y 1927.

El 10 de septiembre de 1920 Densch fue nombrado jefe de la 1.ª Semiflotilla, que mandó hasta octubre de 1922. El 5 de octubre de 1922 fue destinado a la Dirección de la Armada (Marineleitung), como jefe de negociado en la Sección de Presupuestos. El 1 de febrero de 1925 ascendió a capitán de corbeta, por lo que en septiembre del mismo año se le volvió a asignar una misión a bordo de un barco, en este caso la de primer oficial en el crucero ligero Hamburg. En ese cargo permaneció hasta la primavera de 1927, pero además entre septiembre de 1925 y enero de 1926 fue comandante del buque en funciones.
El 5 de abril de 1927 Densch fue destinado a la Estación Naval del Báltico, donde desde mayo ejerció como primer oficial de estado mayor. Desde julio de 1927, se encargó además de la dirección como Jefe del Estado Mayor. El 27 de septiembre de 1930, Densch, que había ascendido a capitán de fragata en febrero de 1930, fue nombrado comandante del Königsberg, donde permaneció hasta el 25 de septiembre de 1932. Después fue destinado de nuevo a la Marineleitung (que el 11 de enero de 1936 pasó a llamarse Oberkommando der Marine, OKM).

### Kriegsmarine y Segunda Guerra Mundial
Densch fue Jefe de Estado Mayor del OKM hasta 1936, ascendiendo entretanto a capitán de navío (1 de octubre de 1932) y contraalmirante (1 de abril de 1935). En octubre de 1936 fue nombrado presidente de la Comisión de Prueba de Barcos, donde Densch permaneció hasta fines de enero de 1937. En el mes siguiente, fue nombrado Jefe de la Comisión de Pruebas de Nuevas Construcciones Navales y el 2 de octubre de 1937 Comandante de las Fuerzas de Exploración, siendo ascendido a vicealmirante el 1 de abril de 1938. El 20 de octubre de 1939 fue sucedido en este cargo por Günther Lütjens. Al día siguiente, 21 de octubre de 1939, y hasta fines de noviembre, Densch quedó a disposición del Comandante en Jefe de la Armada. El 29 de noviembre de 1939 fue destinado como Almirante al mando de la Estación Naval del Báltico, donde le llegó el ascenso a almirante el día de Año Nuevo de 1940. Permaneció en ese puesto hasta fines de febrero de 1943, pasando luego de nuevo a la reserva. El 19 de febrero de 1943 se le otorgó la Cruz Alemana de Plata. el 31 de mayo de 1943 fue separado del servicio y al día siguiente colocado en la reserva.
Desde julio de 1943 hasta el 21 de abril de 1945, Densch sucedió a Walter Gladisch como comisario imperial en el Tribunal de Oberprisenhof en Berlín.